# Педро Леополдо
Педро Леополдо (порт. Pedro Leopoldo) град је у држави Минас Жераис, у Бразилу. Налази се на 46 km северно од Бело Хоризонтеа, а на попису из 2004. је имао око 60.300 становника.

## Становништво
| 2010.  |
| ------ |
| 58.740 |